# Eva Gardner
Eva Gardner (* 17. února 1979) je americká baskytaristka. Jejím otcem byl anglický baskytarista Kim Gardner. V roce 2001 stála u zrodu kapely The Mars Volta, s níž však nahrála pouze jedno třípísňové EP nazvané Tremulant. Se skupinou nahrála i další písně, které později vyšly na albu Arañas en la Sombra jejího frontmana Omara Rodrígueze-Lópeze. Během své kariéry spolupracovala s mnoha dalšími hudebníky, mezi něž patří například Tim Burges, Moby, Tegan and Sara a Marissa Nadler. Je dlouholetou členkou doprovodné koncertní skupiny zpěvačky Pink.